# Амор, Кристин
Кри́стин Де́бра Амо́р (англ. Christine Debra Amor; 1952, Брисбен, Квинсленд, Австралия) — австралийская актриса.

## Биография
Кристин Дебра Амор родилась в 1952 году. Окончила Национальный университет театрального искусства (NIDA).

## Карьера
Кристин сыграла в 31 фильме и телесериале в период 1967—2009 годов.
Амор наиболее известна ролью Луизы Чэтам из телесериала «H2O: Просто добавь воды», в котором она снималась в 2006 году.

## Фильмография
| Год  |   | Русское название        | Оригинальное название | Роль              |
| ---- | - | ----------------------- | --------------------- | ----------------- |
| 1990 | ф | Кровавая луна           | Bloodmoon             | Вирджиния Шеффилд |
| 2006 | с | H2O: Просто добавь воды | H2O: Just Add Water   | Луиз Чатем        |